# Su Bingtian
Su Bingtian (chinesisch 蘇炳添 / 苏炳添, Pinyin Sū Bǐngtiān, Jyutping Sou1 Bing2tim1; * 29. August 1989 in Chaozhou, Guangdong) ist ein chinesischer Sprinter, der sich vor allem auf den 100-Meter-Lauf spezialisiert. Er ist Inhaber der Asienrekorde über 60 Meter in der Halle und 100 Meter im Freien.

## Sportliche Laufbahn
Erste internationale Erfahrungen sammelte Su Bingtian bei den Ostasienspielen 2009 in Hongkong, bei denen er in 10,33 s die Goldmedaille im 100-Meter-Lauf sowie Bronze mit der chinesischen 4-mal-100-Meter-Staffel gewann. Anschließend siegte er bei den Hallenasienspielen in Hanoi in 6,65 s die Goldmedaille im 60-Meter-Lauf. Kurz darauf gewann er mit der Staffel in 39,07 s die Silbermedaille bei den Asienmeisterschaften in Guangzhou. Im Jahr darauf nahm er erstmals an den Asienspielen ebendort teil und siegte dort mit der chinesischen Stafette in 38,78 s vor den Teams aus Taiwan und Thailand. 2011 siegte er in 10,21 s über 100 Meter bei den Asienmeisterschaften und belegte mit der Staffel in 39,33 s Platz vier. Anschließend gewann er in 10,27 s Bronze bei der Sommer-Universiade in Shenzhen. Mit der Staffel qualifizierte er sich für die Weltmeisterschaften im südkoreanischen Daegu und schied mit 38,87 s im Vorlauf aus.
2012 erreichte er bei den Hallenweltmeisterschaften in Istanbul über 60 Meter das Halbfinale und schied dort mit 6,74 s aus. Während der Freiluftsaison qualifizierte er sich für die Olympischen Spiele in London, bei denen er mit 10,28 s im Halbfinale über 100 Meter ausschied. Zudem nahm er auch mit der chinesischen Stafette teil und schied trotz neuem Landesrekord von 38,38 s im Vorlauf aus. Im Jahr darauf verteidigte er bei den Asienmeisterschaften im indischen Pune seinen Titel über 100 Meter und gewann mit der Staffel Bronze. Bei den Weltmeisterschaften in Moskau wurde er im Halbfinale über 100 Meter wegen eines Fehlstarts disqualifiziert und gelangte auch mit der Staffel nicht bis in das Finale. Anfang Oktober siegte er erneut bei den Ostasienspielen in Tianjin über 100 Meter und gewann Bronze mit der Staffel. 2014 wurde er bei den Hallenweltmeisterschaften in Sopot über 60 Meter in 6,52 s Vierter und gewann bei den Asienspielen in Incheon in 10,10 s Silber über 100 Meter sowie in 37,99 s Gold mit der Staffel.
2015 blieb er beim Prefontaine Classic als erster in Asien geborener Läufer mit 9,99 s unter der 10-Sekunden-Marke. Anfang Juni siegte er mit der Staffel bei den Asienmeisterschaften in Wuhan in 39,04 s. Bei den Weltmeisterschaften in Peking stellte er im Halbfinale seine Bestleistung und qualifizierte sich damit als erster Chinese für ein Finale eines Sprintbewerbs. Dort wurde er in 10,06 s Neunter. Am Schlusstag der Meisterschaften gewann er mit der Staffel in der Besetzung Mo Youxue, Xie Zhenye, Su Bingtian und Zhang Peimeng in 38,01 s die Silbermedaille hinter Jamaika. Im Vorlauf stellte das chinesische Quartett mit 37,92 s einen Asienrekord auf. 2016 gelangte er bei den Hallenweltmeisterschaften in Portland erneut in das 60-Meter-Finale und beendete dieses in 6,54 s auf dem fünften Platz. Er qualifizierte sich abermals für die Olympischen Spiele in Rio de Janeiro, bei denen er mit 10,08 s im Halbfinale ausschied und mit der Staffel mit 37,90 s im Finale Rang vier erreichte.
Bei den IAAF World Relays 2017 auf den Bahamas gelangte die chinesische Mannschaft auf den dritten Rang. Bei den Weltmeisterschaften in London gelangte er erneut in das Finale und wurde dort in 10,27 s Achter. Mit der Staffel gelangte er diesmal in 38,34 s auf den vierten Platz. Bei den Hallenweltmeisterschaften in Birmingham stellte er im Finale über 60 Meter mit 6,42 s einen neuen Asienrekord auf und liegt damit (Stand 2018) auf Platz vier der ewigen Bestenliste. Damit gewann er die Silbermedaille hinter dem US-Amerikaner Christian Coleman. Bei einem Meeting in Madrid und in Paris egalisierte er mit 9,91 s jeweils den Asienrekord über 100 Meter, den er nun gemeinsam mit Femi Ogunode innehat. Ende August nahm er zum dritten Mal an den Asienspielen in Jakarta teil und siegte dort mit neuem Meisterschaftsrekord von 9,92 s vor dem Katari Tosin Ogunode und dem Japaner Ryōta Yamagata. Zudem gewann er mit der chinesischen Stafette in 38,89 s die Bronzemedaillen hinter den Mannschaften aus Japan und Indonesien.
Bei den IAAF World Relays 2019 in Yokohama wurde er mit der 4-mal-100-Meter-Staffel in 38,16 s Vierter und Ende September gelangte er bei den Weltmeisterschaften in Doha über 100 Meter bis in das Halbfinale, in dem er mit 10,23 s ausschied. Zudem belegte er mit der Staffel in 38,07 s Rang sechs. 2021 gelangte er bei den Olympischen Sommerspielen in Tokio bis ins Finale über 100 m und belegte dort in 9,98 s den sechsten Platz. Im Halbfinale stellte er mit 9,83 s einen neuen Asienrekord auf und wurde nun zum alleinigen Rekordhalter. Zudem wurde er mit der Staffel in 37,79 s Vierter. Während der Schlussfeier war er der Fahnenträger seiner Nation. Im Jahr darauf schied er bei den Weltmeisterschaften in Eugene mit 10,30 s im Halbfinale über 100 Meter aus und verpasste mit der Staffel mit 38,83 s den Finaleinzug.
In den Jahren 2009 und 2012 sowie 2018 und 2021 wurde Su chinesischer Meister im 100-Meter-Lauf sowie 2011 Hallenmeister über 60 Meter. Er absolvierte ein Wirtschaftsstudium an der Jinan University in Guangzhou.

## Persönliche Bestzeiten
- 100 Meter: 9,83 s, 1. August 2021 in Tokio (Asienrekord)
- 60 Meter (Halle): 6,42 s, 3. März 2018 in Birmingham (Asienrekord)
- 200 Meter: 21,15 s (−1,0 m/s), 21. August 2019 in La Chaux-de-Fonds